# Bulldog Drummond
Bulldog Drummond er en britisk stumfilm fra 1922 af Oscar Apfel.

## Medvirkende
- Carlyle Blackwell som Hugh Drummond
- Evelyn Greeley som Phyllis Benton
- Dorothy Fane som Irma Peterson
- Warwick Ward som Dr. Lakington
- Willem van der Veer som Carl Peterson
- Gerald Dean som Algy Longworth
- Harry Bogarth som Sparring Partner
- William Browning som James Handley